# Nanpu Daqiao
Nanpu Daqiao (chiń. 南浦大桥站) – stacja metra w Szanghaju, na linii 4. Zlokalizowana jest pomiędzy stacjami Xizang Nan Lu i Tangqiao. Została otwarta 29 grudnia 2007.